# Liubartas

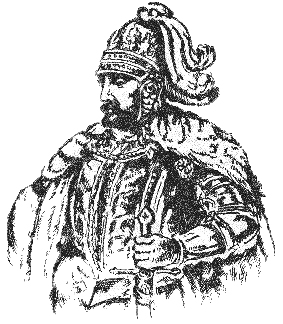
Moderne voorstelling van Liubartas.

Liubartas (gestorven: ca. 1383) was een zoon van Gediminas en was een belangrijk edelman in het grootvorstendom Litouwen.

## Biografie
Liubartas werd geboren als de jongste zoon van Gediminas, de grootvorst van Litouwen. Rond 1320 trouwde hij met een dochter van Andreas van Galicië. Drie jaar later werd hij heerser van Galicië-Wolynië. Hij raakte in oorlog met de Polen om zijn gebied en moest grote delen hiervan aan hen afstaan, ondanks de hulp van zijn broers Algirdas en Kęstutis. Uiteindelijk werd er een verdrag gesloten in 1366 waarbij Liubartas het gebied rondom Loetsk verkreeg. Na de dood van Lodewijk I van Hongarije viel Liubartas Hongarije binnen en wist enkele steden te veroveren, maar hij stierf al in 1383.